# Régis Labeaume

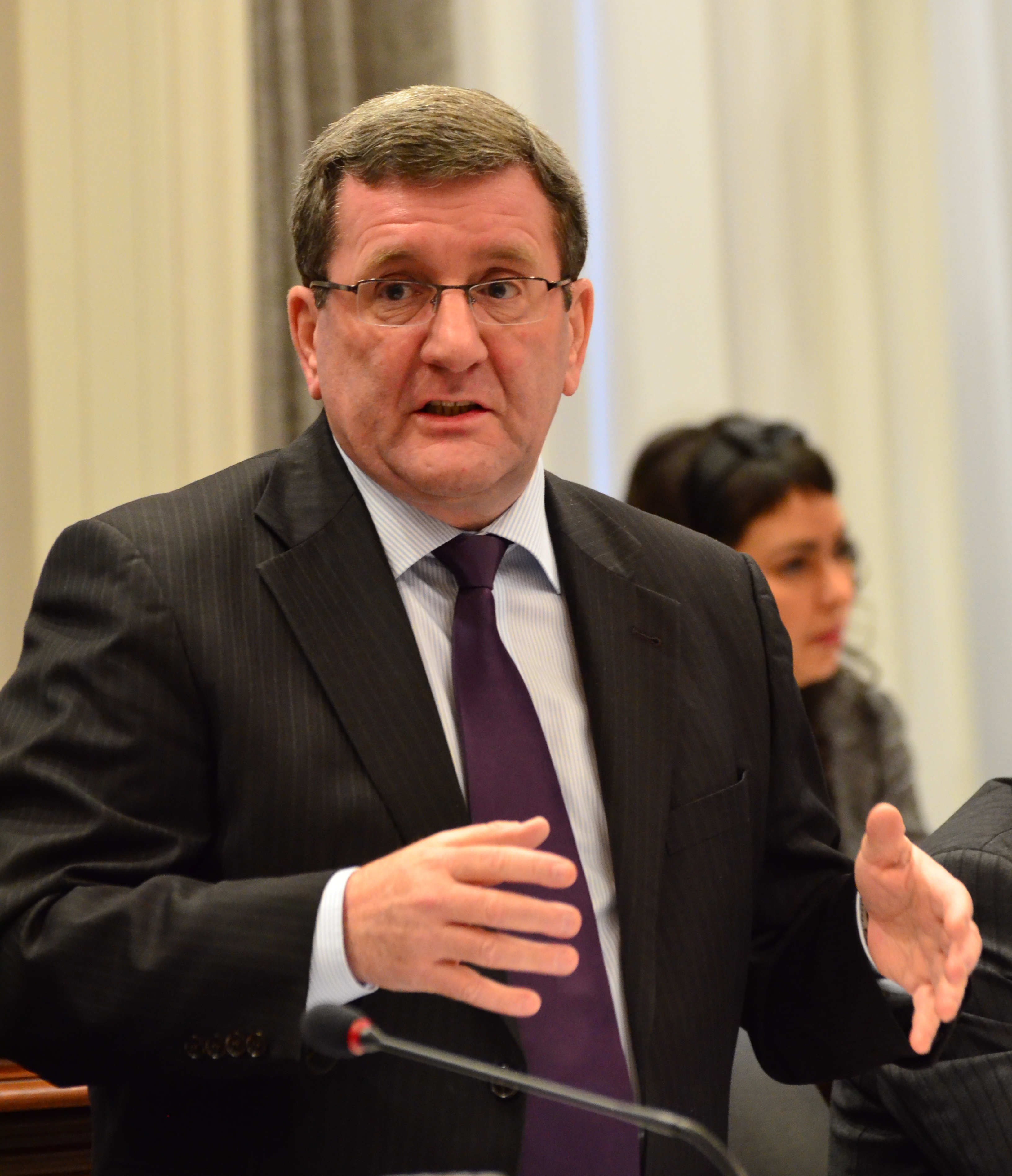
Régis Labeaume (2011)

Régis Labeaume (* 2. Mai 1956 in Roberval, Québec) ist ein kanadischer Politiker und Unternehmer. Vom 8. Dezember 2007 bis zum 7. November 2021 er war Bürgermeister der Stadt Québec.

## Biografie
Labeaume studierte Soziologie an der Université Laval. Von 1980 bis 1985 war er als politischer Berater des Ministers Jean-François Bertrand tätig. Anschließend ging er in die Privatwirtschaft und war Mitbegründer des Bergbau-Unternehmens Mazarin, dem er bis 1993 vorstand. Danach leitete er eine Organisation zur Unterstützung von Unternehmensgründungen, ebenso war er Vorstandsmitglied verschiedener weiterer Firmen (darunter Hydro-Québec) sowie Berater bei der Ansiedlung neuer Unternehmen in der Region Québec. Darüber hinaus engagierte er sich in verschiedenen Bildungs- und Kulturförderungsorganisationen.
Labeaume ist Anhänger der Unabhängigkeit der Provinz Québec und steht der Parti Québécois nahe. Sein Versuch, sich 1998 als Kandidat für die Wahlen zur Nationalversammlung aufstellen zu lassen, war nicht erfolgreich. Ebenfalls keinen Erfolg hatte er 2005 bei der Kandidatur um den Vorsitz der Lokalpartei Renouveau municipal de Québec. Nach dem Tod von Bürgermeisterin Andrée Boucher trat Labeaume als unabhängiger Kandidat zu den vorgezogenen Bürgermeisterwahlen an. Am 2. Dezember 2007 wurde er mit 59 % der Stimmen gewählt, sein Amt trat er sechs Tage später an.
Seine erste Amtszeit war geprägt von den ausgiebigen Feiern zum 400-jährigen Bestehen der Stadt im Jahr 2008, mit Dutzenden von Veranstaltungen mit internationaler Ausstrahlung (darunter der Frankophonie-Gipfel). Am 1. November 2009 gelang Labeaume die Wiederwahl mit einer überwältigenden Mehrheit von 79,7 % der Stimmen. Wenige Wochen zuvor hatte er den Bau eines neuen Eishockeystadions angekündigt. Das Centre Vidéotron entsteht neben dem bestehenden Colisée Pepsi, nach der Fertigstellung im September 2015 wird es 18.000 Zuschauern Platz bieten. Hinter dem 400 Millionen Dollar teuren Projekt steckt die Absicht, wieder ein Team der National Hockey League nach Québec zu holen. Am 3. November 2013 wurde Labeaume für eine dritte Amtszeit wiedergewählt, wobei er 74,1 % der Stimmen erhielt.